# Велоспорт на літніх Олімпійських іграх 2020 — спринт (чоловіки)
Змагання зі спринту серед чоловіків на літніх Олімпійських іграх 2020 року відбулися 4–6 серпня 2021 року на велодромі Ідзу. Змагалися 30 велосипедистів з 18 країн.

## Передісторія
Це була 27-ма поява цієї дисципліни на Олімпійських іграх. Її проводили на кожній літній Олімпіаді крім 1904 та 1912 років. Велика Британія виграла останні три змагання зі спринту.

## Кваліфікація
Національний олімпійський комітет (НОК) може виставити на змагання зі спринту серед чоловіків щонайбільше 2 велосипедистів. Всі квоти розподілено відповідно до світового рейтингу UCI за країнами за 2018-2020 роки. Вісім країн, що кваліфікувались у змагання з командного спринту, можуть виставити по два велосипедисти в індивідуальному спринті (як і в кейріні). Країни, велосипедист яких кваліфікувався за рейтингом кейріна, можуть також виставити цього велосипедиста в спринті. Нарешті, сім місць розподіляються за індивідуальним рейтингом спринту; при цьому має бути представлено кожен з п’яти континентів . Оскільки кваліфікація завершилась до закінчення Чемпіонату світу з велоспорту на треку 2020 1 березня 2020 року (останнє змагання, що могло змінити рейтинг 2018-20 років), то пандемія COVID-19 на кваліфікацію не вплинула.

## Формат змагань
Вперше від 2000 року формат спринтерських змагань зазнав великих змін. Кількість основних раундів збільшилась з 5 до 6, а кількість додаткових раундів - з 2 до 3. Змагання розпочинаються, як і раніше, з відбіркового раунду - заїздів з роздільним стартом на час (flying start на 200 метрів). Найкращі 24 велосипедисти у відбірковому раунді (порівняно з 18 на попередній Олімпіаді) виходять до стадії плей-оф. У кожному заїзді на стадії плей-оф велосипедисти стартують разом і мають здолати 3 кола (разом - 750 метрів). Останні 200 метрів на час. Стадія плей-оф складається з таких раундів: 
- У першому раунді беруть участь 24 переможці відбіркового раунду, що утворюють 12 пар. Переможець у кожній парі виходить до 2-го раунду, а той, хто поступився, потрапляє до першого додаткового раунду.
- У першому додатковому раунду 12 велосипедистів формують чотири заїзди по 3 велосипедисти в кожному; переможець кожного заїзду виходить до 2-го раунду, а ті, хто програв, вибувають з подальшої боротьби.
- У 2-му раунді 16 велосипедистів утворюють 8 пар; переможець у кожній парі виходить до 1/8 фіналу, а той, що програв, потрапляє до другого додаткового раунду.
- Другий додатковий раунд знову складається з 4-х заїздів, цього разу по 2 велосипедисти; переможець кожного з них приєднується до переможців 2-го раунду і виходить до 1/8 фіналу, тоді як той, що програв, вибуває з подальшої боротьби.
- В 1/8 фіналу 12 велосипедистів утворюють 6 пар; переможець у кожній з них виходить до чвертьфіналу, а той, хто програв, потрапляє до третього додаткового раунду.
- Третій додатковий раунд складається з 2-х заїздів по 3 велосипедисти в кожному; переможець виходить до чвертьфіналу, а той, хто програв, вибуває (порівняно з попередньою Олімпіадою, вилучено заїзд за 9-12-те місця).
- Починаючи з чвертьфіналу, для виходу в наступний раунд потрібно виграти два заїзди з трьох; 8 велосипедистів утворюють 4 пари. Переможець двох заїздів у кожній парі виходить до півфіналу, а ті, що програли, потрапляють до заїзду за 5–8 місця.
- У півфіналі знову для виходу в наступний раунд потрібно виграти два заїзди з трьох. 4 велосипедисти утворюють 2 пари. Переможець у кожній парі виходить до фіналу, а той, хто програв, потрапляє до поєдинку за бронзу.
- Фінальний раунд складається з фіналу, матчу за бронзову медаль та заїзду за 5–8 місця. У фіналі та поєдинку за бронзу потрібно виграти два заїзди з трьох.

## Розклад
Змагання в цій дисципліні відбуваються три дні поспіль.
| З | Попередні заїзди | ЧФ | Чвертьфінали | ПФ | Півфінали | Ф | Фінали |

| Дата →            | 2 сер | 2 сер | 2 сер | 3 сер | 3 сер | 3 сер | 4 сер | 5 сер | 5 сер | 5 сер | 5 сер | 6 сер | 6 сер | 7 сер | 7 сер | 8 сер | 8 сер | 8 сер | 8 сер |
| ----------------- | ----- | ----- | ----- | ----- | ----- | ----- | ----- | ----- | ----- | ----- | ----- | ----- | ----- | ----- | ----- | ----- | ----- | ----- | ----- |
| Спринт (чоловіки) |       |       |       |       |       |       | З     | З     | ЧФ    | ЧФ    | ЧФ    | ПФ    | Ф     |       |       |       |       |       |       |

## Результати

### Кваліфікація
| Місце | Велогонщик                  | Країна                           | Час   | Відставання | Примітки |
| ----- | --------------------------- | -------------------------------- | ----- | ----------- | -------- |
| 1     | Джефрі Хогланд              | Нідерланди (NED)                 | 9.215 |             | Q, OR    |
| 2     | Гаррі Лаврейсен             | Нідерланди (NED)                 | 9.215 | +0.000      | Q        |
| 3     | Джек Карлін                 | Велика Британія (GBR)            | 9.306 | +0.091      | Q        |
| 4     | Ніколас Пол                 | Тринідад і Тобаго (TTO)          | 9.316 | +0.101      | Q        |
| 5     | Дмітрієв Денис Сергійович   | Олімпійський комітет Росії (ROC) | 9.331 | +0.116      | Q        |
| 6     | Жер Тйон Ен Фа              | Суринам (SUR)                    | 9.472 | +0.257      | Q        |
| 7     | Матеуш Рудик                | Польща (POL)                     | 9.493 | +0.278      | Q        |
| 8     | Джейсон Кенні               | Велика Британія (GBR)            | 9.510 | +0.295      | Q        |
| 9     | Юта Вакімото                | Японія (JPN)                     | 9.518 | +0.303      | Q        |
| 10    | Себастьєн Віж'є             | Франція (FRA)                    | 9.551 | +0.336      | Q        |
| 11    | Сюй Чао                     | Китай (CHN)                      | 9.584 | +0.369      | Q        |
| 12    | Нік Ваммес                  | Канада (CAN)                     | 9.587 | +0.372      | Q        |
| 13    | Штефан Боттічер             | Німеччина (GER)                  | 9.593 | +0.378      | Q        |
| 14    | Патрик Райковський          | Польща (POL)                     | 9.594 | +0.379      | Q        |
| 15    | Х'юго Барретт               | Канада (CAN)                     | 9.596 | +0.381      | Q        |
| 16    | Кевін Кінтеро               | Колумбія (COL)                   | 9.626 | +0.411      | Q        |
| 17    | Азізулхасні Аванг           | Малайзія (MAS)                   | 9.626 | +0.411      | Q        |
| 18    | Сем Вебстер                 | Нова Зеландія (NZL)              | 9.631 | +0.416      | Q        |
| 19    | Максиміліан Леві            | Німеччина (GER)                  | 9.646 | +0.431      | Q        |
| 20    | Раян Еляль                  | Франція (FRA)                    | 9.669 | +0.454      | Q        |
| 21    | Метью Річардсон             | Австралія (AUS)                  | 9.685 | +0.470      | Q        |
| 22    | Натан Гарт                  | Австралія (AUS)                  | 9.696 | +0.481      | Q        |
| 23    | Мухаммад Шах Фірдаус Сахром | Малайзія (MAS)                   | 9.700 | +0.485      | Q        |
| 24    | Етан Мітчелл                | Нова Зеландія (NZL)              | 9.705 | +0.490      | Q        |
| 25    | Павло Якушевський           | Олімпійський комітет Росії (ROC) | 9.723 | +0.508      |          |
| 26    | Юдай Нітта                  | Японія (JPN)                     | 9.728 | +0.513      |          |
| 27    | Джін Спайс                  | ПАР (RSA)                        | 9.787 | +0.572      |          |
| 28    | Томас Бабек                 | Чехія (CZE)                      | 9.856 | +0.641      |          |
| 29    | Сергій Пономарьов           | Казахстан (KAZ)                  | 9.932 | +0.717      |          |
| 30    | Квесі Браун                 | Тринідад і Тобаго (TTO)          | 9.966 | +0.751      |          |

### 1/32 фіналу
| Заїзд | Місце | Велогонщик                  | Країна                           | Відставання | Примітки |
| ----- | ----- | --------------------------- | -------------------------------- | ----------- | -------- |
| 1     | 1     | Джефрі Хогланд              | Нідерланди (NED)                 | X           | Q        |
| 1     | 2     | Етан Мітчелл                | Нова Зеландія (NZL)              | +0.233      | Д        |
| 2     | 1     | Гаррі Лаврейсен             | Нідерланди (NED)                 | X           | Q        |
| 2     | 2     | Мухаммад Шах Фірдаус Сахром | Малайзія (MAS)                   | +0.063      | Д        |
| 3     | 1     | Джек Карлін                 | Велика Британія (GBR)            | X           | Q        |
| 3     | 2     | Натан Гарт                  | Австралія (AUS)                  | +0.306      | Д        |
| 4     | 1     | Nicholas Paul               | Тринідад і Тобаго (TTO)          | X           | Q        |
| 4     | 2     | Метью Річардсон             | Австралія (AUS)                  | +0.618      | Д        |
| 5     | 1     | Дмітрієв Денис Сергійович   | Олімпійський комітет Росії (ROC) | X           | Q        |
| 5     | 2     | Раян Еляль                  | Франція (FRA)                    | +0.479      | Д        |
| 6     | 1     | Максиміліан Леві            | Німеччина (GER)                  | X           | Q        |
| 6     | 2     | Жер Тйон Ен Фа              | Суринам (SUR)                    | +0.002      | Д        |
| 7     | 1     | Сем Вебстер                 | Нова Зеландія (NZL)              | X           | Q        |
| 7     | 2     | Матеуш Рудик                | Польща (POL)                     | +0.180      | Д        |
| 8     | 1     | Джейсон Кенні               | Велика Британія (GBR)            | X           | Q        |
| 8     | 2     | Азізулхасні Аванг           | Малайзія (MAS)                   | +0.032      | Д        |
| 9     | 1     | Юта Вакімото                | Японія (JPN)                     | X           | Q        |
| 9     | 2     | Кевін Кінтеро               | Колумбія (COL)                   | +0.084      | Д        |
| 10    | 1     | Себастьєн Віж'є             | Франція (FRA)                    | X           | Q        |
| 10    | 2     | Х'юго Барретт               | Канада (CAN)                     | +0.020      | Д        |
| 11    | 1     | Патрик Райковський          | Польща (POL)                     | X           | Q        |
| 11    | 2     | Сюй Чао                     | Китай (CHN)                      | +0.291      | Д        |
| 12    | 1     | Нік Ваммес                  | Канада (CAN)                     | X           | Q        |
| 12    | 2     | Штефан Боттічер             | Німеччина (GER)                  | +0.015      | Д        |

### Утішні заїзди 1/32 фіналу
| Заїзд | Місце | Велогонщик                  | Країна              | Відставання | Примітки |
| ----- | ----- | --------------------------- | ------------------- | ----------- | -------- |
| 1     | 1     | Азізулхасні Аванг           | Малайзія (MAS)      | X           | Q        |
| 1     | 2     | Кевін Кінтеро               | Колумбія (COL)      | +0.204      |          |
| 1     | 3     | Етан Мітчелл                | Нова Зеландія (NZL) | +0.549      |          |
| 2     | 1     | Мухаммад Шах Фірдаус Сахром | Малайзія (MAS)      | X           | Q        |
| 2     | 2     | Х'юго Барретт               | Канада (CAN)        | +0.619      |          |
| 2     | 3     | Матеуш Рудик                | Польща (POL)        | +0.668      |          |
| 3     | 1.    | Жер Тйон Ен Фа              | Суринам (SUR)       | X           | Q        |
| 3     | 2     | Сюй Чао                     | Китай (CHN)         | +0.062      |          |
| 3     | 3     | Натан Гарт                  | Австралія (AUS)     | +0.185      |          |
| 4     | 1     | Штефан Боттічер             | Німеччина (GER)     | X           | Q        |
| 4     | 2     | Раян Еляль                  | Франція (FRA)       | +0.032      |          |
| 4     | 3     | Метью Річардсон             | Австралія (AUS)     | +0.421      |          |

### 1/16 фіналу
| Заїзд | Місце | Велогонщик                  | Країна                           | Відставання | Примітки |
| ----- | ----- | --------------------------- | -------------------------------- | ----------- | -------- |
| 1     | 1     | Джефрі Хогланд              | Нідерланди (NED)                 | X           | Q        |
| 1     | 2     | Штефан Боттічер             | Німеччина (GER)                  | +0.111      | Д        |
| 2     | 1     | Гаррі Лаврейсен             | Нідерланди (NED)                 | X           | Q        |
| 2     | 2     | Жер Тйон Ен Фа              | Суринам (SUR)                    | +0.259      | Д        |
| 3     | 1     | Джек Карлін                 | Велика Британія (GBR)            | X           | Q        |
| 3     | 2     | Мухаммад Шах Фірдаус Сахром | Малайзія (MAS)                   | +0.132      | Д        |
| 4     | 1     | Nicholas Paul               | Тринідад і Тобаго (TTO)          | X           | Q        |
| 4     | 2     | Азізулхасні Аванг           | Малайзія (MAS)                   | +0.026      | Д        |
| 5     | 1     | Дмітрієв Денис Сергійович   | Олімпійський комітет Росії (ROC) | X           | Q        |
| 5     | 2     | Нік Ваммес                  | Канада (CAN)                     | +0.107      | Д        |
| 6     | 1     | Максиміліан Леві            | Німеччина (GER)                  | X           | Q        |
| 6     | 2     | Патрик Райковський          | Польща (POL)                     | +0.149      | Д        |
| 7     | 1     | Сем Вебстер                 | Нова Зеландія (NZL)              | X           | Q        |
| 7     | 2     | Себастьєн Віж'є             | Франція (FRA)                    | +0.038      | Д        |
| 8     | 1     | Джейсон Кенні               | Велика Британія (GBR)            | X           | Q        |
| 8     | 2     | Юта Вакімото                | Японія (JPN)                     | +0.021      | Д        |

### Утішні заїзди 1/16 фіналу
| Заїзд | Місце | Велогонщик                  | Країна          | Відставання | Примітки |
| ----- | ----- | --------------------------- | --------------- | ----------- | -------- |
| 1     | 1     | Юта Вакімото                | Японія (JPN)    | X           | Q        |
| 1     | 2     | Штефан Боттічер             | Німеччина (GER) | +0.176      |          |
| 2     | 1     | Себастьєн Віж'є             | Франція (FRA)   | X           | Q        |
| 2     | 2     | Жер Тйон Ен Фа              | Суринам (SUR)   | +0.085      |          |
| 3     | 1     | Мухаммад Шах Фірдаус Сахром | Малайзія (MAS)  | X           | Q        |
| 3     | 2     | Патрик Райковський          | Польща (POL)    | +0.260      |          |
| 4     | 1     | Азізулхасні Аванг           | Малайзія (MAS)  | X           | Q        |
| 4     | 2     | Нік Ваммес                  | Канада (CAN)    | +0.104      |          |

### 1/8 фіналу
| Заїзд | Місце | Велогонщик                  | Країна                           | Відставання | Примітки |
| ----- | ----- | --------------------------- | -------------------------------- | ----------- | -------- |
| 1     | 1     | Джефрі Хогланд              | Нідерланди (NED)                 | X           | Q        |
| 1     | 2     | Азізулхасні Аванг           | Малайзія (MAS)                   | +0.040      | Д        |
| 2     | 1     | Гаррі Лаврейсен             | Нідерланди (NED)                 | X           | Q        |
| 2     | 2     | Мухаммад Шах Фірдаус Сахром | Малайзія (MAS)                   | +0.449      | Д        |
| 3     | 1     | Джек Карлін                 | Велика Британія (GBR)            | X           | Q        |
| 3     | 2     | Себастьєн Віж'є             | Франція (FRA)                    | +0.171      | Д        |
| 4     | 1     | Nicholas Paul               | Тринідад і Тобаго (TTO)          | X           | Q        |
| 4     | 2     | Юта Вакімото                | Японія (JPN)                     | +0.457      | Д        |
| 5     | 1     | Дмітрієв Денис Сергійович   | Олімпійський комітет Росії (ROC) | X           | Q        |
| 5     | 2     | Джейсон Кенні               | Велика Британія (GBR)            | +0.076      | Д        |
| 6     | 1     | Максиміліан Леві            | Німеччина (GER)                  | X           | Q        |
| 6     | 2     | Сем Вебстер                 | Нова Зеландія (NZL)              | +0.132      | Д        |

### Перезаїзди 1/8 фіналу
| Заїзд | Місце | Велогонщик                  | Країна                | Відставання | Примітки |
| ----- | ----- | --------------------------- | --------------------- | ----------- | -------- |
| 1     | 1     | Джейсон Кенні               | Велика Британія (GBR) | X           | Q        |
| 1     | 2     | Азізулхасні Аванг           | Малайзія (MAS)        | +0.042      |          |
| 1     | 3     | Юта Вакімото                | Японія (JPN)          | +0.325      |          |
| 2     | 1     | Себастьєн Віж'є             | Франція (FRA)         | X           | Q        |
| 2     | 2     | Сем Вебстер                 | Нова Зеландія (NZL)   | +0.101      |          |
| 2     | 3     | Мухаммад Шах Фірдаус Сахром | Малайзія (MAS)        | +0.133      |          |

### Чвертьфінали
| Заїзд | Місце | Велогонщик                | Країна                           | Заїзд 1 | Заїзд 2 | Вирішальний заїзд (i.r.) | Примітки |
| ----- | ----- | ------------------------- | -------------------------------- | ------- | ------- | ------------------------ | -------- |
| 1     | 1     | Джефрі Хогланд            | Нідерланди (NED)                 | X       | X       |                          | ПФ       |
| 1     | 2     | Себастьєн Віж'є           | Франція (FRA)                    | +2.440  | +0.059  |                          | F5-8     |
| 2     | 1     | Гаррі Лаврейсен           | Нідерланди (NED)                 | X       | X       |                          | ПФ       |
| 2     | 2     | Джейсон Кенні             | Велика Британія (GBR)            | +0.047  | +0.942  |                          | F5-8     |
| 3     | 1     | Джек Карлін               | Велика Британія (GBR)            | X       | X       |                          | ПФ       |
| 3     | 2     | Максиміліан Леві          | Німеччина (GER)                  | +2.507  | +0.396  |                          | F5-8     |
| 4     | 1     | Дмітрієв Денис Сергійович | Олімпійський комітет Росії (ROC) | +0.295  | X       | X                        | ПФ       |
| 4     | 2     | Nicholas Paul             | Тринідад і Тобаго (TTO)          | X       | REL     | +4.383                   | F5-8     |

### Класифікація за 5–8 місця
| Місце | Велогонщик       | Країна                  | Відставання |
| ----- | ---------------- | ----------------------- | ----------- |
| 5     | Максиміліан Леві | Німеччина (GER)         |             |
| 6     | Nicholas Paul    | Тринідад і Тобаго (TTO) | +0.152      |
| 7     | Себастьєн Віж'є  | Франція (FRA)           | +0.644      |
| 8     | Джейсон Кенні    | Велика Британія (GBR)   | +0.879      |

### Півфінали
| Заїзд | Місце | Велогонщик                | Країна                           | Заїзд 1 | Заїзд 2 | Вирішальний заїзд (i.r.) | Примітки |
| ----- | ----- | ------------------------- | -------------------------------- | ------- | ------- | ------------------------ | -------- |
| 1     | 1     | Джефрі Хогланд            | Нідерланди (NED)                 | X       | X       |                          | QG       |
| 1     | 2     | Дмітрієв Денис Сергійович | Олімпійський комітет Росії (ROC) | +0.107  | +0.010  |                          | QB       |
| 2     | 1     | Гаррі Лаврейсен           | Нідерланди (NED)                 | X       | X       |                          | QG       |
| 2     | 2     | Джек Карлін               | Велика Британія (GBR)            | +0.067  | +0.042  |                          | QB       |

### Фінали
| Місце                    | Велогонщик                | Країна                           | Заїзд 1 | Заїзд 2 | Вирішальний заїзд (i.r.) |
| ------------------------ | ------------------------- | -------------------------------- | ------- | ------- | ------------------------ |
| Фінал за золоту медаль   |                           |                                  |         |         |                          |
| 1                        | Гаррі Лаврейсен           | Нідерланди (NED)                 | +0.012  | X       | X                        |
| 2                        | Джефрі Хогланд            | Нідерланди (NED)                 | X       | +0.015  | +0.208                   |
| Фінал за бронзову медаль |                           |                                  |         |         |                          |
| 3                        | Джек Карлін               | Велика Британія (GBR)            | X       | X       |                          |
| 4                        | Дмітрієв Денис Сергійович | Олімпійський комітет Росії (ROC) | +0.486  | +0.015  |                          |